# Associação Atlética São Caetano 2023-2024
Questa voce raccoglie le informazioni riguardanti l'Associação Atlética São Caetano nella stagione 2023-2024.

## Stagione
L'Associação Atlética São Caetano non utilizza alcuna denominazione sponsorizzata nella stagione 2023-24.
Partecipa alla Superliga Série A, dove si classifica al dodicesimo e ultimo posto, retrocedendo. In ambito locale è invece di scena al Campionato Paulista, dove ottiene un settimo posto.

## Organigramma societario
Area direttiva
- Presidente: Marcos de Gasperi

Area tecnica
- Allenatore: William da Silva
- Secondo allenatore: Cervasio Bendzius
- Preparatore atletico: Humberto Brito

Area sanitaria
- Fisioterapista: Mariana Silva

## Rosa
| N° | Nome                 | Ruolo | Data di nascita   | Nazionalità sportiva |
| -- | -------------------- | ----- | ----------------- | -------------------- |
| 1  | Giulia Magiari       | C     | 9 febbraio 1999   | Brasile              |
| 3  | Giovanna de Oliveira | S     | 10 agosto 2004    | Brasile              |
| 4  | Gabrielle Ehl        | C     | 2 ottobre 1999    | Brasile              |
| 6  | Yasmin Alves         | C     | 6 maggio 2002     | Brasile              |
| 7  | Bianca Carlone       | L     | 1º settembre 2003 | Brasile              |
| 8  | Letícia Cruz         | S     | 21 novembre 2002  | Brasile              |
| 9  | Lohayne Endres       | S     | 27 maggio 1999    | Brasile              |
| 10 | Júlia Moreira        | L     | 10 gennaio 1999   | Brasile              |
| 12 | Eduarda do Amaral    | S     | 4 luglio 2003     | Brasile              |
| 13 | Laíssa Rosa          | P     | 15 marzo 2003     | Brasile              |
| 14 | Sandra Soares        | S     | 4 agosto 2003     | Brasile              |
| 15 | Débora Tavares       | O     | 8 maggio 1994     | Brasile              |
| 16 | Dara Hendges         | C     | 21 marzo 2003     | Brasile              |
| 20 | Mariana Blum         | S     | 23 novembre 1983  | Brasile              |
| 21 | Laura Machado        | P     | 18 aprile 2000    | Brasile              |
| 22 | Ariadne Ramos        | S     | 13 febbraio 2001  | Brasile              |

## Mercato
| Acquisti                               | Acquisti       | Acquisti   | Acquisti   |
| R.                                     | Nome           | da         | Modalità   |
| -------------------------------------- | -------------- | ---------- | ---------- |
| S                                      | Mariana Blum   | Porfyras   | definitivo |
| P                                      | Laura Machado  | Amavolei   | definitivo |
| C                                      | Giulia Magiari | Osasco     | definitivo |
| L                                      | Júlia Moreira  | Barueri    | definitivo |
| P                                      | Laíssa Rosa    | Bauru      | definitivo |
| S                                      | Sandra Soares  | Fluminense | definitivo |
| Trasferimenti nel corso della stagione |                |            |            |
| C                                      | Gabrielle Ehl  | Tijuca     | definitivo |
| O                                      | Débora Tavares | ADES       | definitivo |

- Giovanna de Oliveira, S, promossa da settore giovanile.

| Cessioni | Cessioni                  | Cessioni              | Cessioni   |
| R.       | Nome                      | a                     | Modalità   |
| -------- | ------------------------- | --------------------- | ---------- |
| P        | Laryssa Alves             | Aguere                | definitivo |
| P        | Mikaella Costa            | Brasília              | definitivo |
| L        | Laís de Lima              | Blumenau              | definitivo |
| P        | Maria Eduarda de Oliveira | Desportivo Rio Grande | definitivo |
| S        | Nayara Félix              | Brasília              | definitivo |
| C        | Camila Leite              | Tandara Caixeta       | definitivo |
| O        | Camila Mesquita           | Barueri               | definitivo |
| S        | Maria Eduarda Oliveira    | Gislaved              | definitivo |
| P        | Leticya Paulo             | ABEL                  | definitivo |
| S        | Isabella Rocha            | Pinheiros             | definitivo |
| S        | Luana Rosa                | Amigos do Vôlei       | definitivo |

## Risultati

### Superliga Série A

#### Girone di andata
| 1ª giornata - 7 novembre 2023 Ginásio Oranides do Nascimento, Uberlândia | Praia Clube | 3 - 0 | São Caetano    | 25-19, 25-17, 25-19        |
| 2ª giornata - 17 novembre 2023 Ginásio Milton Feijão, São Caetano do Sul | São Caetano | 0 - 3 | Bauru          | 21-25, 21-25, 16-25        |
| 3ª giornata - 4 novembre 2023 Ginásio Sebastião Cruz, Blumenau           | Blumenau    | 3 - 1 | São Caetano    | 26-24, 22-25, 25-23, 25-22 |
| 4ª giornata - 25 novembre 2023 Ginásio da Hebraica, Rio de Janeiro       | Fluminense  | 3 - 1 | São Caetano    | 22-25, 25-21, 25-16, 25-17 |
| 5ª giornata - 1º dicembre 2023 Ginásio Sesi Taguatinga, Brasilia         | Brasília    | 3 - 1 | São Caetano    | 21-25, 25-12, 25-10, 25-11 |
| 6ª giornata - 7 dicembre 2023 Ginásio Milton Feijão, São Caetano do Sul  | São Caetano | 0 - 3 | Rio de Janeiro | 15-25, 15-25, 16-25        |
| 7ª giornata - 15 dicembre 2023 Ginásio Milton Feijão, São Caetano do Sul | Amavolei    | 3 - 0 | São Caetano    | 25-15, 25-15, 25-16        |
| 8ª giornata - 19 dicembre 2023 Ginásio Milton Feijão, São Caetano do Sul | São Caetano | 0 - 3 | Osasco         | 15-25, 14-25, 17-25        |
| 9ª giornata - 5 gennaio 2024 Sportville CT, Barueri                      | Barueri     | 3 - 0 | São Caetano    | 25-22, 25-20, 25-12        |
| 10ª giornata - 10 gennaio 2024 Ginásio Milton Feijão, São Caetano do Sul | São Caetano | 1 - 3 | Minas          | 20-25, 15-25, 25-23, 23-25 |
| 11ª giornata - 13 gennaio 2024 Ginásio Henrique Villaboim, San Paolo     | Pinheiros   | 3 - 0 | São Caetano    | 25-17, 25-23, 25-11        |

#### Girone di ritorno
| 12ª giornata - 18 gennaio 2024 Ginásio Milton Feijão, São Caetano do Sul  | São Caetano    | 0 - 3 | Praia Clube | 17-25, 14-25, 13-25 |
| 13ª giornata - 28 gennaio 2024 Ginásio Poliesportivo Paulo Skaf, Bauru    | Bauru          | 3 - 0 | São Caetano | 25-9, 25-16, 25-10  |
| 14ª giornata - 2 febbraio 2024 Ginásio Milton Feijão, São Caetano do Sul  | São Caetano    | 0 - 3 | Blumenau    | 16-25, 21-25, 17-25 |
| 15ª giornata - 7 febbraio 2024 Ginásio Milton Feijão, São Caetano do Sul  | São Caetano    | 0 - 3 | Fluminense  | 12-25, 16-25, 20-25 |
| 16ª giornata - 16 febbraio 2024 Ginásio Milton Feijão, São Caetano do Sul | São Caetano    | 0 - 3 | Brasília    | 16-25, 19-25, 16-25 |
| 17ª giornata - 24 febbraio 2024 Ginásio do Maracanãzinho, Rio de Janeiro  | Rio de Janeiro | 3 - 0 | São Caetano | 25-20, 25-11, 25-18 |
| 18ª giornata - 27 febbraio 2024 Ginásio Francisco Bueno Neto, Maringá     | São Caetano    | 0 - 3 | Amavolei    | 20-25, 13-25, 21-25 |
| 19ª giornata - 8 marzo 2024 Ginásio Professor José Liberatti, Osasco      | Osasco         | 3 - 0 | São Caetano | 25-17, 25-17, 25-23 |
| 20ª giornata - 12 marzo 2024 Ginásio Milton Feijão, São Caetano do Sul    | São Caetano    | 0 - 3 | Barueri     | 21-25, 21-25, 17-25 |
| 21ª giornata - 17 marzo 2024 Arena Juscelino Kubitschek, Belo Horizonte   | Minas          | 3 - 0 | São Caetano | 25-14, 25-18, 25-18 |
| 22ª giornata - 23 marzo 2024 Ginásio Milton Feijão, São Caetano do Sul    | São Caetano    | 0 - 3 | Pinheiros   | 19-25, 17-25, 21-25 |

## Statistiche

### Statistiche di squadra
| Competizione      | Punti | In casa | In casa | In casa | In trasferta | In trasferta | In trasferta | Totale | Totale | Totale |
| Competizione      | Punti | G       | V       | P       | G            | V            | P            | G      | V      | P      |
| ----------------- | ----- | ------- | ------- | ------- | ------------ | ------------ | ------------ | ------ | ------ | ------ |
| Superliga Série A | 0     | 11      | 0       | 11      | 11           | 0            | 11           | 22     | 0      | 22     |
| Totale            | -     | 11      | 0       | 11      | 11           | 0            | 11           | 22     | 0      | 22     |

### Statistiche dei giocatori
| Giocatore      | Superliga Série A | Superliga Série A | Superliga Série A | Superliga Série A | Superliga Série A | Totale | Totale | Totale | Totale | Totale |
| Giocatore      | P                 | PT                | AV                | MV                | BV                | P      | PT     | AV     | MV     | BV     |
| -------------- | ----------------- | ----------------- | ----------------- | ----------------- | ----------------- | ------ | ------ | ------ | ------ | ------ |
| Y. Alves       | 12                | 7                 | 2                 | 3                 | 2                 | 12     | 7      | 2      | 3      | 2      |
| M. Blum        | 21                | 187               | 170               | 12                | 5                 | 21     | 187    | 170    | 12     | 5      |
| B. Carlone     | 9                 | 0                 | 0                 | 0                 | 0                 | 9      | 0      | 0      | 0      | 0      |
| L. Cruz        | 17                | 15                | 13                | 2                 | 0                 | 17     | 15     | 13     | 2      | 0      |
| G. de Oliveira | 4                 | 27                | 24                | 3                 | 0                 | 4      | 27     | 24     | 3      | 0      |
| E. do Amaral   | 1                 | 0                 | 0                 | 0                 | 0                 | 1      | 0      | 0      | 0      | 0      |
| G. Ehl         | 19                | 42                | 22                | 19                | 1                 | 19     | 42     | 22     | 19     | 1      |
| L. Endres      | 22                | 126               | 98                | 17                | 11                | 22     | 126    | 98     | 17     | 11     |
| D. Hendges     | 21                | 72                | 54                | 16                | 2                 | 21     | 72     | 54     | 16     | 2      |
| L. Machado     | 19                | 29                | 9                 | 8                 | 12                | 19     | 29     | 9      | 8      | 12     |
| G. Magiari     | 22                | 133               | 97                | 28                | 8                 | 22     | 133    | 97     | 28     | 8      |
| J. Moreira     | 22                | 0                 | 0                 | 0                 | 0                 | 22     | 0      | 0      | 0      | 0      |
| A. Ramos       | 18                | 34                | 28                | 3                 | 3                 | 18     | 34     | 28     | 3      | 3      |
| L. Rosa        | 22                | 11                | 2                 | 7                 | 2                 | 22     | 11     | 2      | 7      | 2      |
| S. Soares      | 10                | 1                 | 1                 | 0                 | 0                 | 10     | 1      | 1      | 0      | 0      |
| D. Tavares     | 20                | 151               | 136               | 8                 | 7                 | 20     | 151    | 136    | 8      | 7      |

P = presenze; PT = punti totali; AV = attacchi vincenti; MV = muri vincenti; BV = battute vincenti